# Fiera Antiquaria di Arezzo

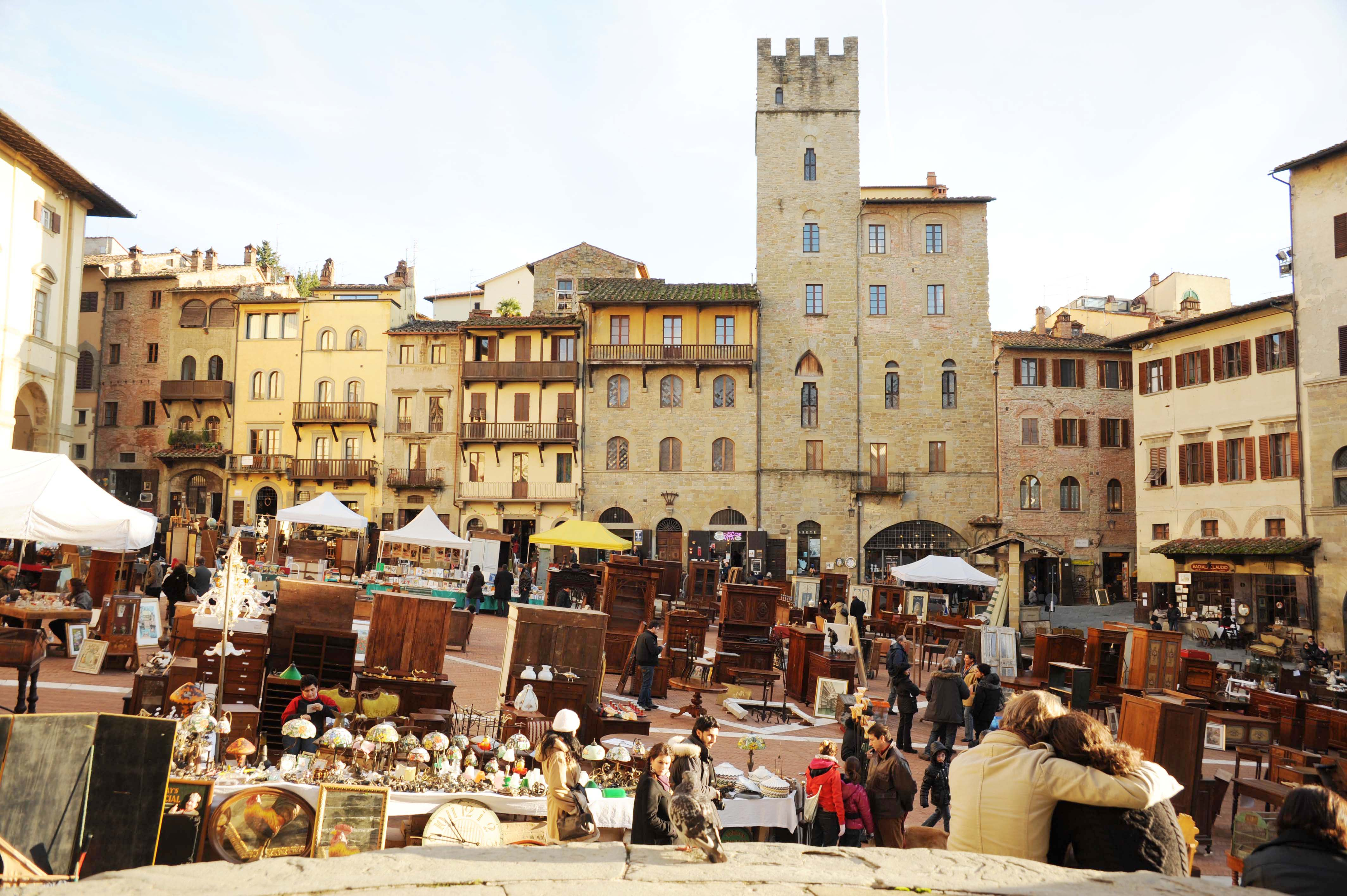
La Fiera Antiquaria di Arezzo in Piazza Grande

La Fiera Antiquaria di Arezzo è la manifestazione all'aperto dedicata all'antiquariato, modernariato e vintage più antica e più grande d'Italia. Nacque nel giugno del 1968 da un'idea dello storico antiquario aretino Ivan Bruschi e, ininterrottamente da quella data, si tiene ogni prima domenica del mese e il sabato precedente nelle strade del centro storico di Arezzo e in Piazza Grande, detta anche Piazza Vasari perché incorniciata dalle Logge Vasariane, il porticato cinquecentesco progettato dall'architetto Giorgio Vasari.

## Storia
La Fiera venne inaugurata in occasione della Festa della Repubblica, il 2 giugno del 1968, in Piazza Grande. Nella sua ideazione e organizzazione, l'antiquario aretino Ivan Bruschi, si ispirò ai celebri mercati all'aperto di Portobello a Londra e al Mercato delle Pulci di Parigi.
Così, dopo un periodo di abbandono ed emarginazione della parte alta della città, anche a causa dei bombardamenti della seconda guerra mondiale che avevano raso al suolo molti palazzi e case, la Fiera riporta la vita anche in Piazza Grande che, agli inizi degli anni '60, era stata abbandonata anche dal suo storico mercato ortofrutticolo del sabato che le aveva valso, già in epoca medievale, il soprannome di platea porcorum e, successivamente, di platea communis nel 1200.

## Edizioni speciali

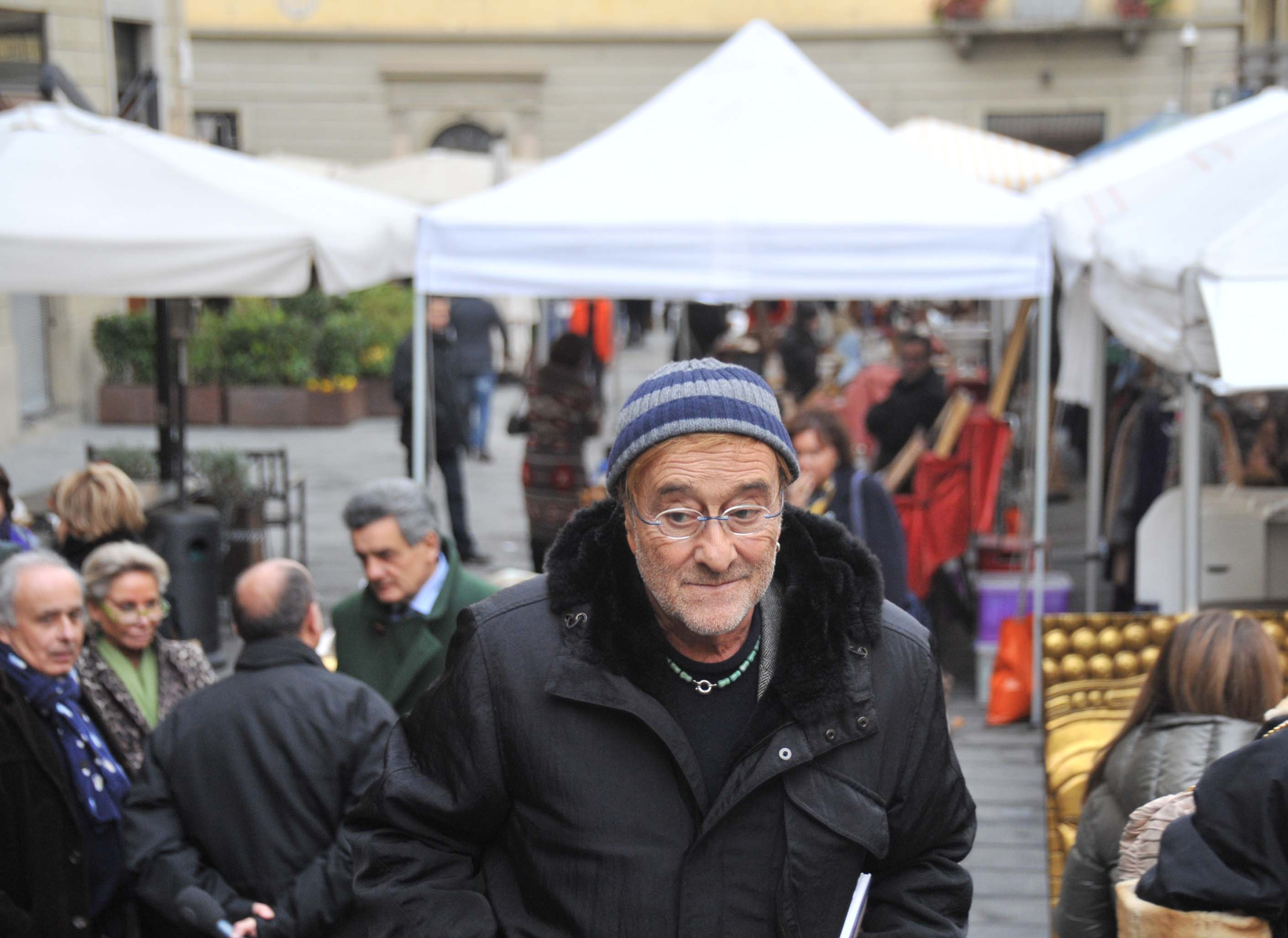
Lucio Dalla alla Fiera Antiquaria

- In occasione della Fiera del mese di Settembre, che si svolge in concomitanza con la Giostra del Saracino, viene momentaneamente abbandonata la consueta cornice di Piazza Grande, per spostarsi al "Prato", nella parte alta della città.
- Dal 2002 in occasione della Festa della Liberazione (25 aprile) viene organizzata un'edizione straordinaria della Fiera Antiquaria. Il filo conduttore di questo evento è il vintage che richiama in città appassionati e collezionisti da tutto il mondo.